# Дельфін Бенітес Касерес
Дельфін Бенітес Касерес (ісп. Delfín Benítez Cáceres, 24 вересня 1910, Асунсьйон, Парагвай — 8 січня 2004, Каракас, Венесуела) — парагвайський і аргентинський футболіст, що грав на позиції нападника, зокрема, за клуб «Бока Хуніорс», а також національну збірну Аргентини. По завершенні ігрової кар'єри — тренер.
Дворазовий чемпіон Парагваю. Дворазовий чемпіон Аргентини.

## Клубна кар'єра
У футболі дебютував 1927 року виступами за команду клубу «Лібертад», в якій провів п'ять сезонів. Виборов титул чемпіона Парагваю.
Своєю грою за цю команду привернув увагу представників тренерського штабу клубу «Бока Хуніорс», до складу якого приєднався 1932 року. Відіграв за команду з Буенос-Айреса наступні сім сезонів своєї ігрової кар'єри. Більшість часу, проведеного у складі «Бока Хуніорс», був основним гравцем атакувальної ланки команди. У складі «Бока Хуніорс» був одним з головних бомбардирів команди, маючи середню результативність на рівні 0,66 голу за гру першості. За цей час двічі виборював титул чемпіона Аргентини.
Згодом з 1939 по 1952 рік грав у складі команд клубів «Расинг» (Авельянеда), «Феррокаріль Оесте», «Лібертад», «Спортінг» (Барранкілья) та «Атлетіко Хуніор».
В 1945 році знову став чемпіоном Парагваю з «Лібертадом».
Завершив професійну ігрову кар'єру у клубі «Бока Хуніорс» (Калі), за яку виступав протягом 1953 року.

## Виступи за збірні
1929 року дебютував в офіційних матчах у складі національної збірної Аргентини. Протягом кар'єри у національній команді, яка тривала 5 років, провів у її формі 16 матчів, забивши 4 голи.
У складі збірної був учасником Чемпіонату Південної Америки 1929 року в Аргентині, де разом з командою здобув «срібло».
Також брав участь в чемпіонаті світу 1930 року в Уругваї де зазнав поразки 0:3 від США і допоміг своїй збірній перемогти Бельгію (1:0).
Під час гри за «синьо-золотих», Касерес один раз одягнув футболку збірної Аргентини і в тому єдиному матчі забив гол.
Після Другої Світової Війни повернувся в збірну Парагваю і взяв у часть в Чемпіонаті Південної Америки 1946, де зіграв в трьох поєдинках

## Кар'єра тренера
Після завершення кар'єри, став тренером і привів «Індепендьєнте Медельїн» до звання національного чемпіона Колумбії в 1955 році.
Також очолював «Спортинг» (Барранкілья), «Боку Хуніорс» (Калі), «Мільйонаріос» і декілька команд з Венесуели.
Помер 8 січня 2004 року на 94-му році життя у місті Каракас.

## Титули і досягнення
- Чемпіон Парагваю (2):

«Лібертад»: 1930, 1945
- Чемпіон Аргентини (2):

«Бока Хуніорс»: 1934, 1935
- Чемпіон Колумбії (1) (як тренер): «Індепендьєнте Медельїн»: 1955
- Бронзовий призер Чемпіонату Південної Америки: 1929, 1946